# Катаиб Хезболла
Ката́иб Хезболла́ (араб. كتائب حزب الله‎) — шиитская военизированная группировка, действующая на территории Ирака и Сирии. Является частью Сил народной мобилизации — проиранских шиитских формирований в Ираке. Активно участвовала в боях против Международной коалиции во главе с США во время Иракской войны. Группа также одной из первых стала выкладывать свои атаки и их видеозапись в Интернет.
Группировка также активно участвовала в гражданской войне в Сирии, где сражалась с суннитскими повстанцами на стороне правительства Башара Асада. По данным американских наблюдателей, группировка получает финансирование от Ирана, и конкретно, от спецподразделения КСИР Ирана Кудс которое также и тренирует её членов.
21 апреля 2024 года «Катаиб Хезболла» объявила о возобновлении атак против баз США на Ближнем Востоке.
Во время «войны 7 октября» она проявила себя несколькими обстрелами Израиля, а также американских баз в Ираке и соседней Иордании. В ходе одного из этих обстрелов в конце января 2024 года погибли трое американских солдат. США в ответ нанесли серию ударов по позициям «Катаиб Хизбалла». Вскоре она объявила о прекращении действий против американских баз — а фактически прекратила и обстрелы Израиля.